# 張元貞
張 元貞（ちょう もとさだ）は、安土桃山時代から江戸時代初期にかけての武士。毛利家家臣で長州藩士。父は張元至。

## 生涯
張元至の長男として生まれる。父は明からの帰化人ながら毛利輝元の出頭人（輝元出頭人）として、毛利家の中央行政を担った一人である。
天正18年（1590年）12月14日、毛利輝元の加冠状を受けて元服し、「元」の偏諱を受けて「元貞」と名乗った。
慶長5年（1600年）7月15日には輝元から「久左衛門尉」の百官名を与えられている。
慶長5年（1600年）の関ヶ原の戦いにより毛利家は周防・長門2か国に減封となったが、翌慶長6年（1601年）8月27日に父・元至が毛利秀就の乳母との密通を理由として、周防国大島郡で切腹させられた（張元至密通事件）。しかし、元至と密通したとされる乳母はその事実を強く否定しており、元至死後の張家も輝元存命中に元貞を当主として再興されていることから、この密通事件は事実でなく、元至を排除するための名目であったとされる。
寛永12年（1635年）1月17日、周防国佐波郡池谷村50石と長門国大津郡久富村50石、合計100石の所領を嫡男の就貞に譲ることを秀就に認められた。
明暦3年（1657年）1月28日、死去。